# Ocellularia circumscripta
Ocellularia circumscripta är en lavart som först beskrevs av C. Knight, och fick sitt nu gällande namn av C.W. Dodge 1970. Ocellularia circumscripta ingår i släktet Ocellularia och familjen Thelotremataceae.   Inga underarter finns listade i Catalogue of Life.